# Sertularia latiuscula
Sertularia latiuscula är en nässeldjursart som beskrevs av William Stimpson 1854. Sertularia latiuscula ingår i släktet Sertularia och familjen Sertulariidae. Inga underarter finns listade i Catalogue of Life.